# Henri-Gabriel Ibels

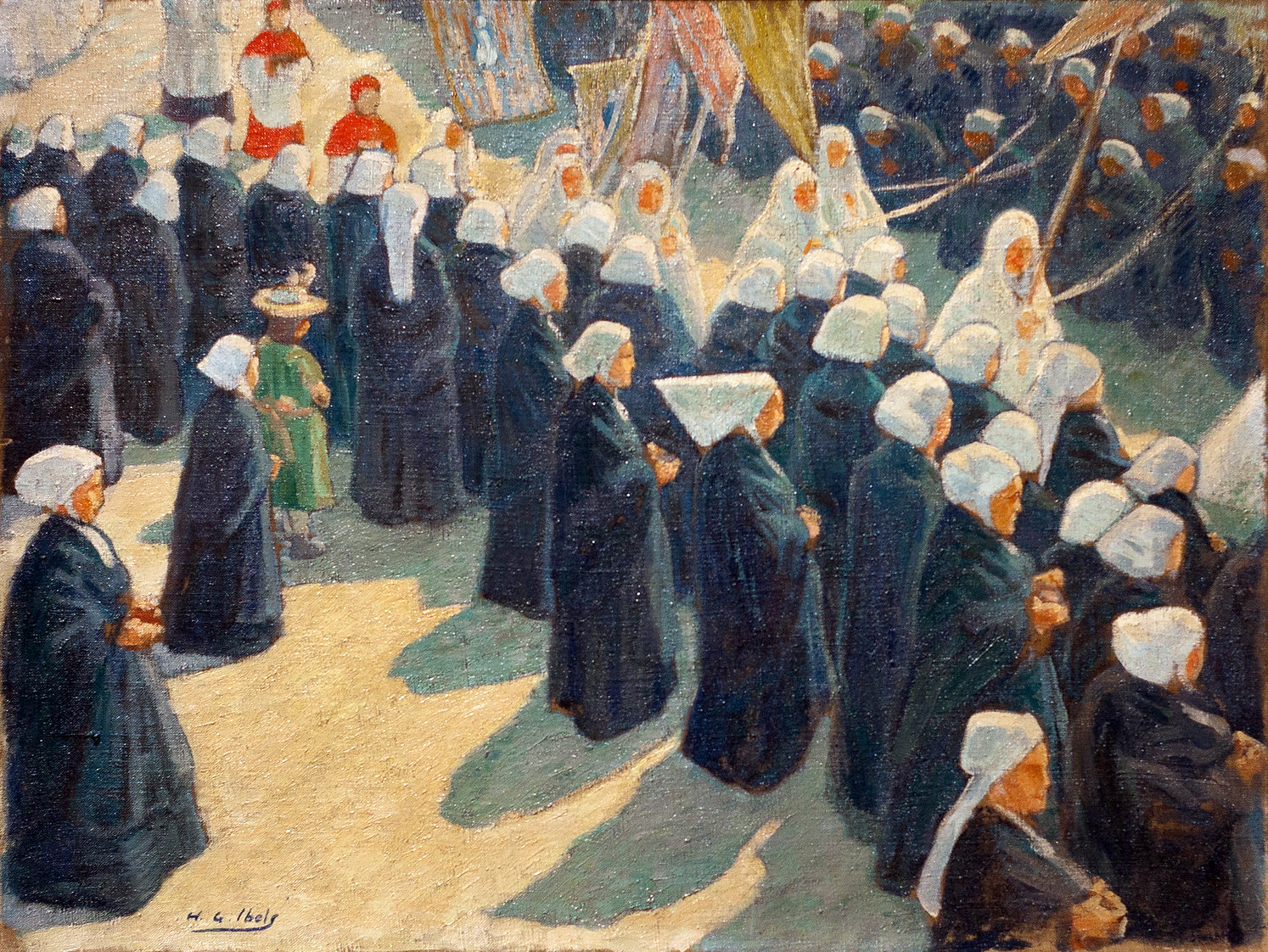
La procesión, Musée des Beaux-Arts de Brest

Henri-Gabriel Ibels (París, 30 de noviembre de 1867–ibidem, 1936) fue un pintor, dibujante, grabador y cartelista francés. Fue miembro de los Nabis, un grupo de artistas activo en París en los años 1890.

## Biografía
Estudió en la Académie Julian, donde tuvo como compañeros a los miembros que formarían el grupo de los Nabis, como Pierre Bonnard, Édouard Vuillard, Maurice Denis, Paul Ranson y Paul Sérusier. Influidos por Paul Gauguin y la Escuela de Pont-Aven, este grupo destacó por un cromatismo intenso de fuerte expresividad. Se disolvieron en 1899.
Fue un artista polifacético, que abordó numerosas técnicas artísticas: realizó cuadros y pasteles de vivos colores, generalmente de escenas costumbristas, con personajes tipo como militares y forasteros; elaboró litografías para los programas del Théâtre Libre de Lugné-Poe; diseñó dibujos y caricaturas para numerosas publicaciones, entre los que destacan los que realizó para el caso Dreyfus; creó carteles publicitarios, como Jane Dehay en el Trianon-Concert.
En 1893 realizó con Henri de Toulouse-Lautrec la serie de veintidós litografías Le Café-Concert, en la que retrataron a los más famosos actores de variedades del momento.
Colaboró como dibujante con varios periódicos y revistas, como L'Assiette au Beurre, Le Père Peinard, La Revue anarchiste (dirigida por su hermano André Ibels), La Plume, Mirliton, L'Escarmouche, La Revue Blanche, Le Cri de Paris, Le Courrier français, Le Sifflet y L'Écho de Paris.
También colaboró con L'estampe originale, la publicación de una sociedad homónima formada por artistas y grabadores para fomentar el grabado de creación original.
En 1906 ilustró la novela Sébastien Roch, de Octave Mirbeau.